# Nordsøfonden
Nordsøfonden blev  oprettet ved lov i 2005, for at varetage den danske stats deltagelse i olie- og gaslicenser i den danske del af Nordsøen. Fra 2005 og frem har Nordsøfonden deltaget i alle nye olie- og gaslicenser i det danske område. Den 9. juli 2012 blev Nordsøfonden en del af DUC (Dansk Undergrunds Consortium) og er nu også aktiv statsdeltager i eneretsbevillingens område. 
Nordsøfonden arbejder for at sikre en langsigtet og økonomisk bevidst efterforsknings- og produktionsindsats i Danmark med et højt økonomisk udbytte for staten. 
Nordsøfonden er en del af Erhvervs- og Vækstministeriet.

## Eksterne kilder og henvisninger
- Nordsøfondens websted